# Nuts (Poker)

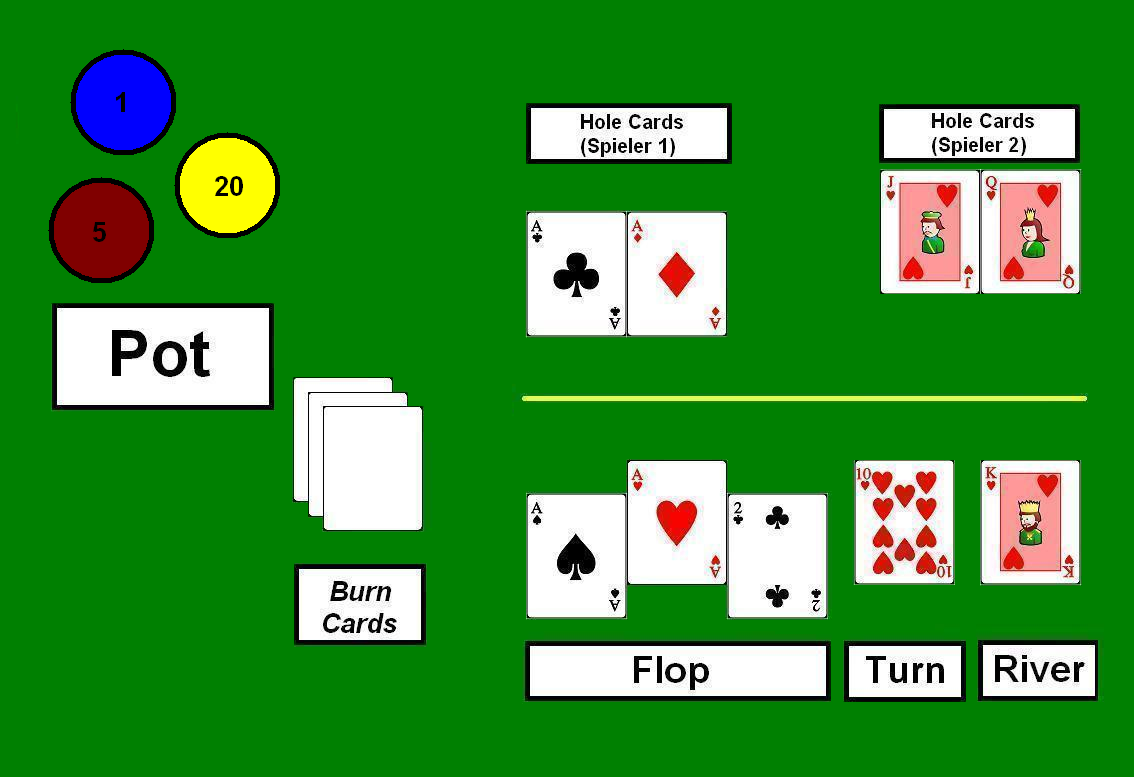
Nach dem Flop hält Spieler 1 die Nuts, auf dem River jedoch Spieler 2

Im Kartenspiel Poker bezeichnet der Begriff Nuts [nʌts] die in einer bestimmten Situation bestmögliche Hand, die damit zu diesem Zeitpunkt auch nicht schlagbar ist.
Für gewöhnlich wird diese Bezeichnung nur bei Hold’em-Varianten angewendet.
Oft sind die Nuts am Flop noch keine sicheren Gewinner, da durch Turn und Riverkarte neue Nuts entstehen können. Bei einem Royal Flush und bei manchen Straight Flushes sind die Nuts allerdings schon am Flop sichere Sieger.
So ist man z. B. bei einem Flop von 9♠, 10♠, J♠ sicherer Gewinner, wenn man selbst Q♠ und K♠ auf der Hand hält.
Die kleinste Wertung, welche die Nuts am Flop bedeuten kann, ist ein Set mit der höchsten Gemeinschaftskarte, bei einem Flop J93 also drei Buben. Wenn der Flop J97 zeigt, wären die Nuts eine Straße mit acht und zehn.
Die „schlechteste beste Hand“ am River, die möglich ist, wäre QQ bei einem Board von 2378Q, wenn kein Flush möglich ist.

## Beispiele
Wenn in Texas Hold’em ein Spieler die Karten 7♠ und 8♠ hält und die Gemeinschaftskarten 5♠ 6♠ A♣ 9♠ 5♥, sind, hält der Spieler mit dem Straight Flush die bestmögliche Hand, da keine höhere Kombination möglich ist. Bei denselben Gemeinschaftskarten wäre der Vierling aus 5♣ 5♦ die zweiten nuts, also die zweitbeste Hand (auch Second Nuts), die für den, der sie hält, sehr teuer werden kann.
Es ist auch möglich, dass die aktuellen nuts nicht die bestmögliche Hand sind. Bei den Gemeinschaftskarten 7♥ 2♣ K♠ K♥ 3♦ wäre zwar die Hand K♣ K♦ die bestmögliche, falls ein Spieler aber K♣ 7♣ hält weiß er, dass kein anderer Spieler eine bessere Hand hat, da es unmöglich ist zwei weitere Könige zu halten.
Begriffe wie Nut Flush oder Nut Full House bezeichnen die bestmögliche Hand dieser Kombination.